# Brunswick (Nuevo Brunswick)
Brunswick es una parroquia canadiense situada en la provincia de Nuevo Brunswick.

## Superficie
Brunswick tiene una superficie de 703,2 km².

## Demografía
En 2021, tenía 224 habitantes, una densidad poblacional de 0,3 hab./km², y 193 viviendas.